# پاوووویچه
پاوووویچه (به لهستانی:  Pawłowicze) یک روستا در لهستان است که در گمینا میلنگک واقع شده‌است.